# سیس پیرانلو سفلی
سیس پیرانلوسفلی روستایی در دهستان جیرستان بخش سرحد شهرستان شیروان استان خراسان شمالی ایران است.

## جمعیت
بر پایه سرشماری عمومی نفوس و مسکن در سال ۱۳۹۵ جمعیت این مکان ۱۴۴ نفر (۴۵خانوار) بوده‌است.